# Cornelius Wortham
Cornelius Wortham (Calhoun City, 25 gennaio 1982) è un ex giocatore di football americano statunitense che ha militato nel ruolo di linebacker nella National Football League (NFL).

## Carriera
Al college Wortham giocò a football ad Alabama. Fu scelto nel corso del settimo giro (235º assoluto) del Draft NFL 2005 dai Seattle Seahawks. Giocò una sola stagione da professionista, disputando 8 partite, nessuna delle quali come titolare, con 4 tackle. Quell'anno i Seahawks raggiunsero il Super Bowl XL, venendo sconfitti dai Pittsburgh Steelers.

## Palmarès
- National Football Conference Championship: 1

Seattle Seahawks: 2005